# Micafungina
La micafungina es un antifúngico semisintético de la familia de las equinocandinas derivado del producto  de la fermentación del hongo Coleophama empedri que se utiliza para tratar micosis sistémicas y profundas. Actúa inhibiendo en forma no competitiva y dependiente de concentración a la enzima 1,3-beta-glucano sintasa que es la encargada de la formación de polímeros de glucano de la pared celular de los hongos, lo cual genera una inestabilidad osmótica y la muerte celular. Las células de los mamíferos no contienen glucano por lo que no son susceptibles a esta toxicidad.

## Descripción
La micafungina es un lipopéptido semisintético sintetizado mediante la modificación química del producto de la fermentación de Coleophoma empetri. Su fórmula molecular es C56H70N9NaO23S con un peso de 1292.26 Da. Su compleja cadena aromática lateral, un anillo isoxazol sustituido en el 3,5 difenil, difiere de la cadena de ácidos grasos laterales de la capsofungina y de la cadena lateral alcoxitrifenil de la anidulafungina. La micafungina es soluble en agua.

## Farmacocinética

### Vías de administración
Se administra intravenosamente.

### Distribución
La micafungina se une en un 99,85% a proteínas.

### Metabolismo y metabolitos
Se metaboliza por la arilsulfatasa y la catecol-O-metiltransferasa dando lugar a metabólitos inactivos.

### Excreción
El 90% se excreta por la bilis. Menos del 1% se excreta por la orina.

## Farmacodinámica

### Mecanismo de Acción
La micafungina tiene una actividad única en contra de las biopelículas asociadas a las especies de Candida.

### Efectos
La micafungina actúa inhibiendo en forma no competitiva y dependiente de concentración a la enzima 1,3-beta-glucano sintasa que es la encargada de la formación de polímeros de glucano de la pared celular de los hongos, lo cual genera una inestabilidad osmótica y la muerte celular.

### Interacciones
La micafungina es un inhibido débil del citocromo P450 3A4. In vitro, es un inhibidos fuerte de la proteína de resistencia a multidrogas 4 (MRP4) y un inhibido moderado de la P-glicoproteína, la proteína de resistencia a multidrogas 1, la proteína de resistencia a multidrogas 5 y la proteína resistente al cáncer de mama. De acuerdo con esto, se ha visto una disminución del 15% en la depuración de la ciclosporina A.

## Uso clínico

### Indicaciones
La micafungina se indica para el tratamiento de la candidiasis invasiva, la candidiasis esofágica y para la profilaxis de infección por Candida.

### Efectos Adversos
Es hepatotóxico, por lo que no se recomienda su uso en pacientes con daño hepático, o bien se recomienda su uso en una concentración menor en pacientes con daño hepático moderado.